# Los Pozuelos de Calatrava
Los Pozuelos de Calatrava település Spanyolországban, Ciudad Real tartományban. Los Pozuelos de Calatrava Alcolea de Calatrava és Abenójar, Ciudad Real községekkel határos. Lakosainak száma 345 fő (2024).

## Népesség
A település népessége az elmúlt években az alábbi módon változott:
| Lakosok száma | 550  | 485  | 444  | 460  | 444  | 430  | 400  | 372  | 352  | 345  |
|               | 2001 | 2004 | 2006 | 2009 | 2011 | 2014 | 2016 | 2019 | 2021 | 2024 |